# Hôtel de ville d'Angra do Heroísmo
 (février 2023).
Si vous disposez d'ouvrages ou d'articles de référence ou si vous connaissez des sites web de qualité traitant du thème abordé ici, merci de compléter l'article en donnant les références utiles à sa vérifiabilité et en les liant à la section « Notes et références ».
En pratique : Quelles sources sont attendues ? Comment ajouter mes sources ?
L'hôtel de ville d'Angra do Heroísmo (en portugais : Paços do Concelho de Angra do Heroísmo) est un édifice historique construit pour abriter l'autorité municipale, située dans la ville d'Angra do Heroísmo, sur l'île de Terceira, dans l'archipel portugais des Açores.

## Histoire

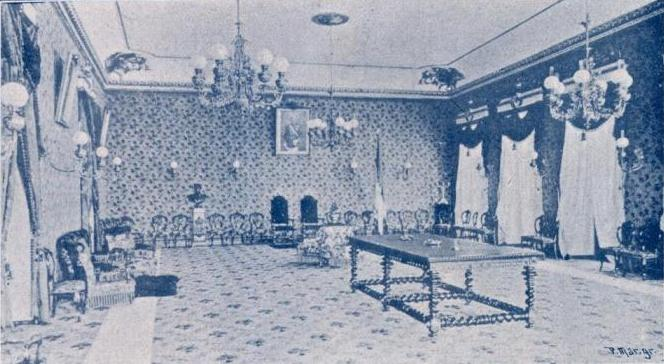
Une vue de la salle noble en 1903 avant le remodelage associé à la visite de l'ancienne famille royale

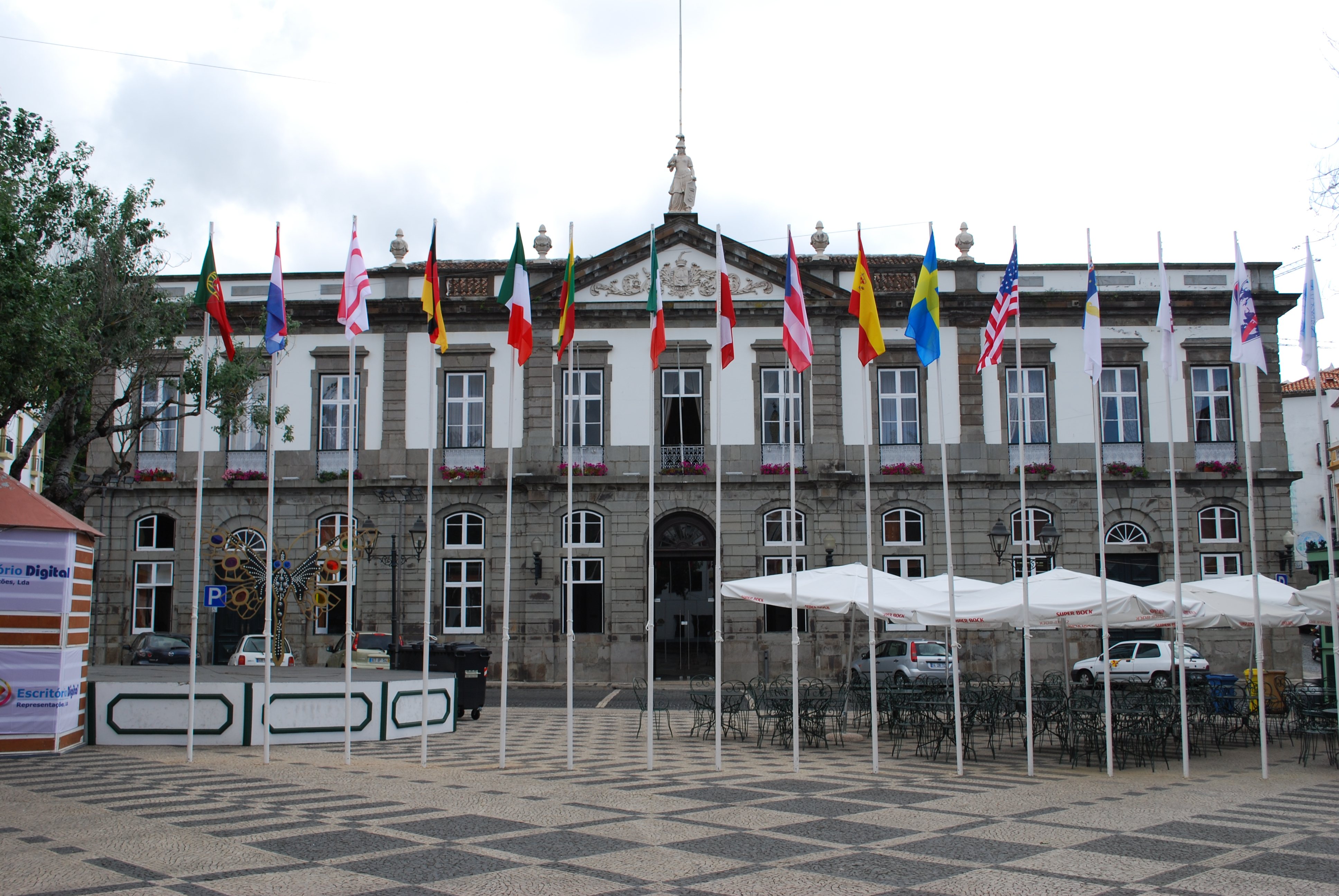
Le bâtiment municipal vu de la place municipale

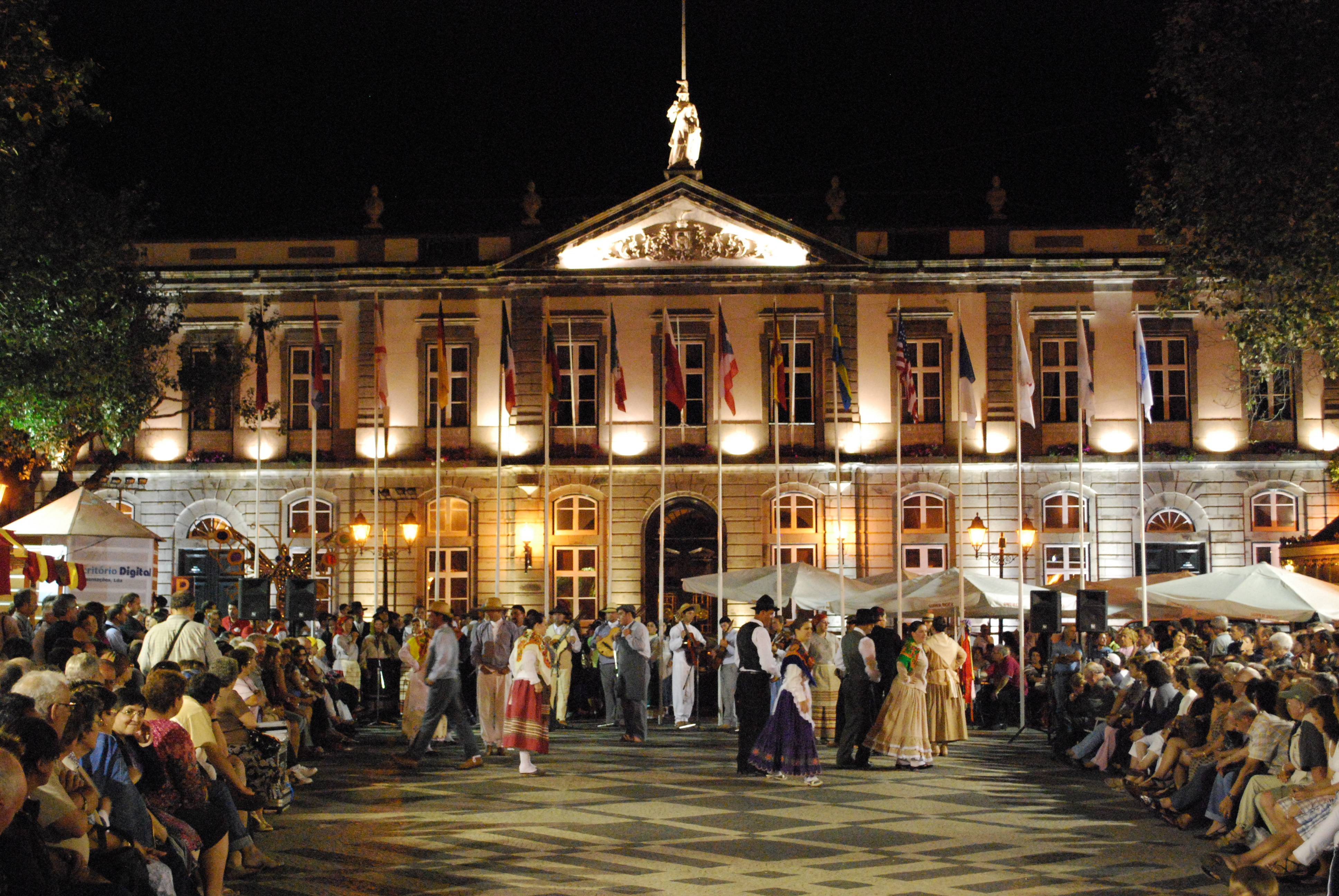
Présentation nocturne de danses folkloriques sur la place, avec le palais en arrière-plan

Le 15 mars 1830, par décret, Angra est nommée capitale du Portugal, sous la régence d'Angra lorsque les libéraux soutiennent le règne de la reine Maria II. À cette époque, Michel Ier, en raison des événements qui ont conduit aux guerres libérales, était roi du Portugal, usurpant sa nièce. Les forces libérales des Açores ont soutenu la jeune reine et la régence d'Angra a été établie comme son gouvernement en exil. Cette administration progressiste a conduit aux réformes administratives de 1831 qui ont permis le premier conseil municipal élu. En raison de leur soutien, une lettre royale datée du 12 janvier 1837, la Couronne a conféré le titre Mui nobre, leal e semper constante cidade de Angra do Heroísmo (Ville très noble, loyale et toujours constante d'Angra do Heroísmo), en plus de recevoir le titre de Grand-Croix de la Tour et de l'Epée. Il fut décidé de construire un nouveau bâtiment en 1847, et un plan fut ordonné exécuté dans la ville de Porto, par António José Rodrigues Fartura, un riche marchand qui s'établit à Angra. Le début du projet eut lieu le 15 juin 1847. Le 11 août 1849, la pierre angulaire du bâtiment municipal moderne, fut programmée pour coïncider avec le 20e anniversaire de la bataille de Praia. Quelques années plus tard (10 mars 1865), le nom de la place a été changé en Praça da Restauração (Place de la Restauration). Le 11 août 1866, le nouveau bâtiment fut officiellement inauguré, après avoir coûté plus de 40 contos de reis.
La salle noble est redécorée en 1901, afin de recevoir la famille royale (le roi Carlos I et la reine Amélie d'Orléans).

## Architecture
Le palais municipal est situé au centre du centre historique d'Angra do Heroísmo, classé au Patrimoine mondial de l'UNESCO. Sa façade occidentale est occupée par une grande place, appelée Praça Velha, pavée de pavés portugais, formant des formes géométriques et ponctuée d'arbres. Immédiatement autour de la place se trouvent la chapelle de Nossa Senhora da Saúde (au nord) et les bâtiments de la Caixa Geral de Depósitos (à l'ouest). D'autres bâtiments sont le couvent de São Francisco, la chapelle de Cruzeiro (au nord-est), l'église de Nossa Senhora da Conceição, le palais Silveira e Paulo (au sud-est), la cathédrale d'Angra do Heroísmo (au sud-ouest), le Colégio de Santo Inácio, à côté du jardin du duc de Terceira (au nord-ouest).

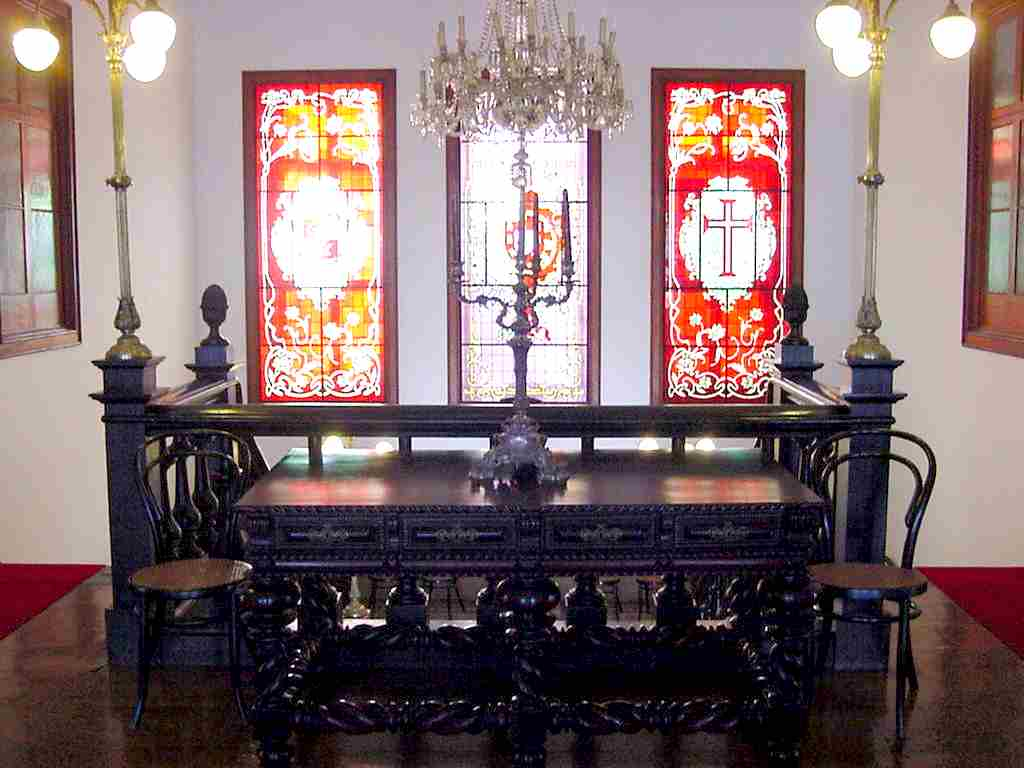
Mobilier du palier du deuxième étage, montrant les vitraux au-dessus de l'escalier
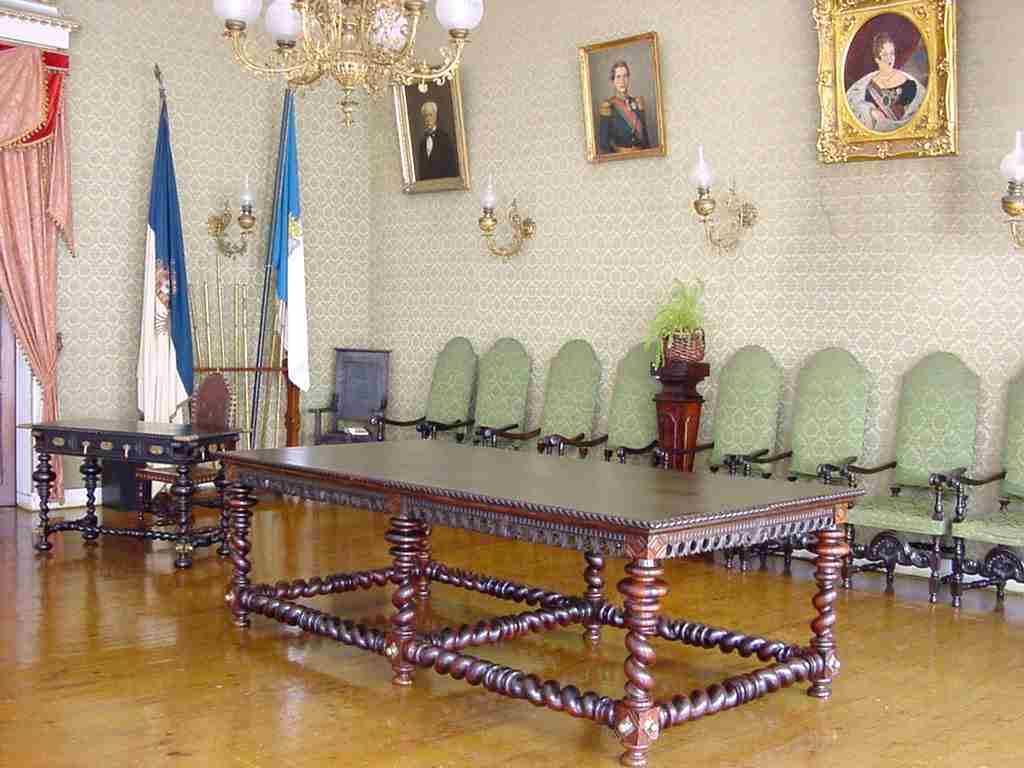
Table principale dans la salle noble, avec des peintures des membres de la régence d'Angra
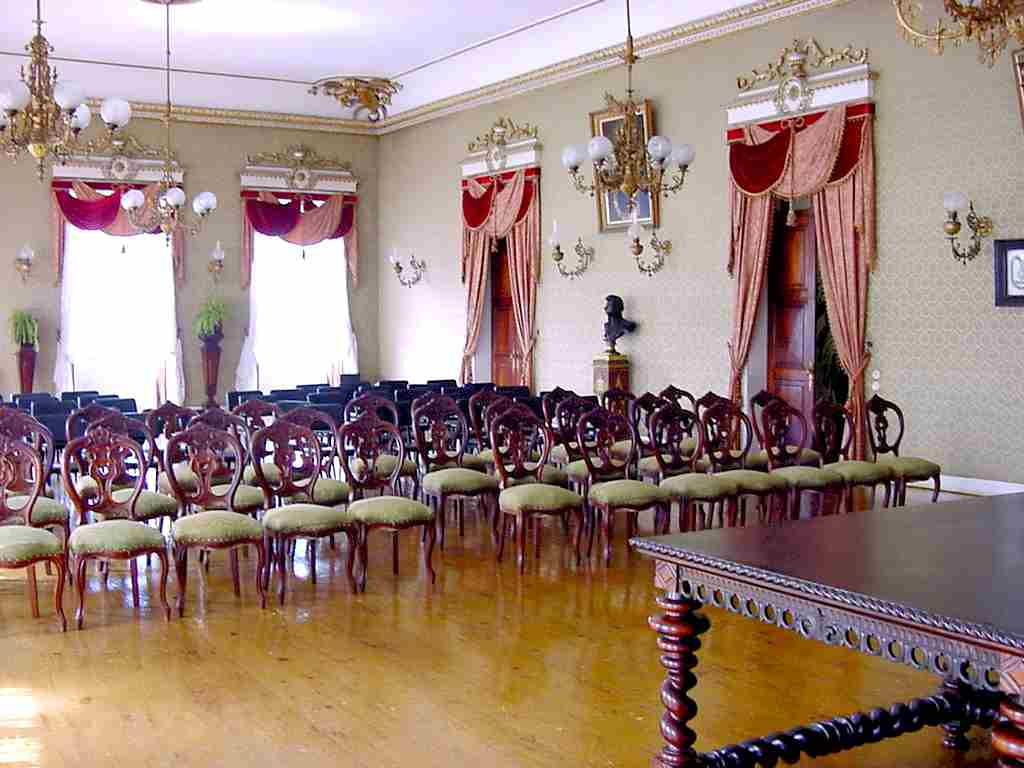
La salle noble organisée pour une présentation